# Водяной, Михаил Григорьевич
Михаи́л Григо́рьевич Водяно́й (укр. Водяной Михайло Григорович; 23 декабря 1924, Харьков — 11 сентября 1987, Одесса) — советский украинский артист оперетты, театральный режиссёр, актёр кино, певец, конферансье. Народный артист СССР (1976).

## Биография
Родился в Харькове 23 декабря 1924 года, был вторым ребёнком в еврейской семье. Отец — начальник по снабжению Григорий Михайлович Водяной (1896—1959), уроженец Николаева, мать — Анна Львовна Водяная, домохозяйка.
В 1938 году семья переехала в Кисловодск, где Михаил Водяной учился в школе № 9 и играл в самодеятельности. В 1941 году он поступил сразу на 2-й курс актёрского факультета Ленинградского театрального института (ныне Российский государственный институт сценических искусств), где проучился до 1943 года. Во время войны институт был эвакуирован в Томск. Родители были эвакуированы в Караганду. Старший брат Роберт умер от ран в госпитале 25 ноября 1943 года.
В 1943—1945 годах — актёр Пятигорского театра музыкальной комедии (ныне Ставропольский театр оперетты). С 1946 года — во Львове, сначала эстрадный актёр Львовской филармонии, в 1947—1953 годах — актёр Львовского театра музыкальной комедии. В 1953 году вместе с театром переехал в Одессу, где театр стал Одесским театром музыкальной комедии.
С 1953 года — актёр, с 1979 по 1983 — одновременно художественный руководитель и директор Одесского театра музыкальной комедии. Выступал как режиссёр.
С 1972 года — председатель правления Одесского межобластного отделения Украинского театрального общества. В 1976 году стал первым артистом оперетты, получившим звание народного артиста СССР. Член ВКП(б) с 1947 года.
Благодаря его энергии и авторитету в Одессе было построено современное здание театра, куда и переехала оперетта (ул. Чижикова, 3). По инициативе артиста в городе появилась улица имени Леонида Утёсова.

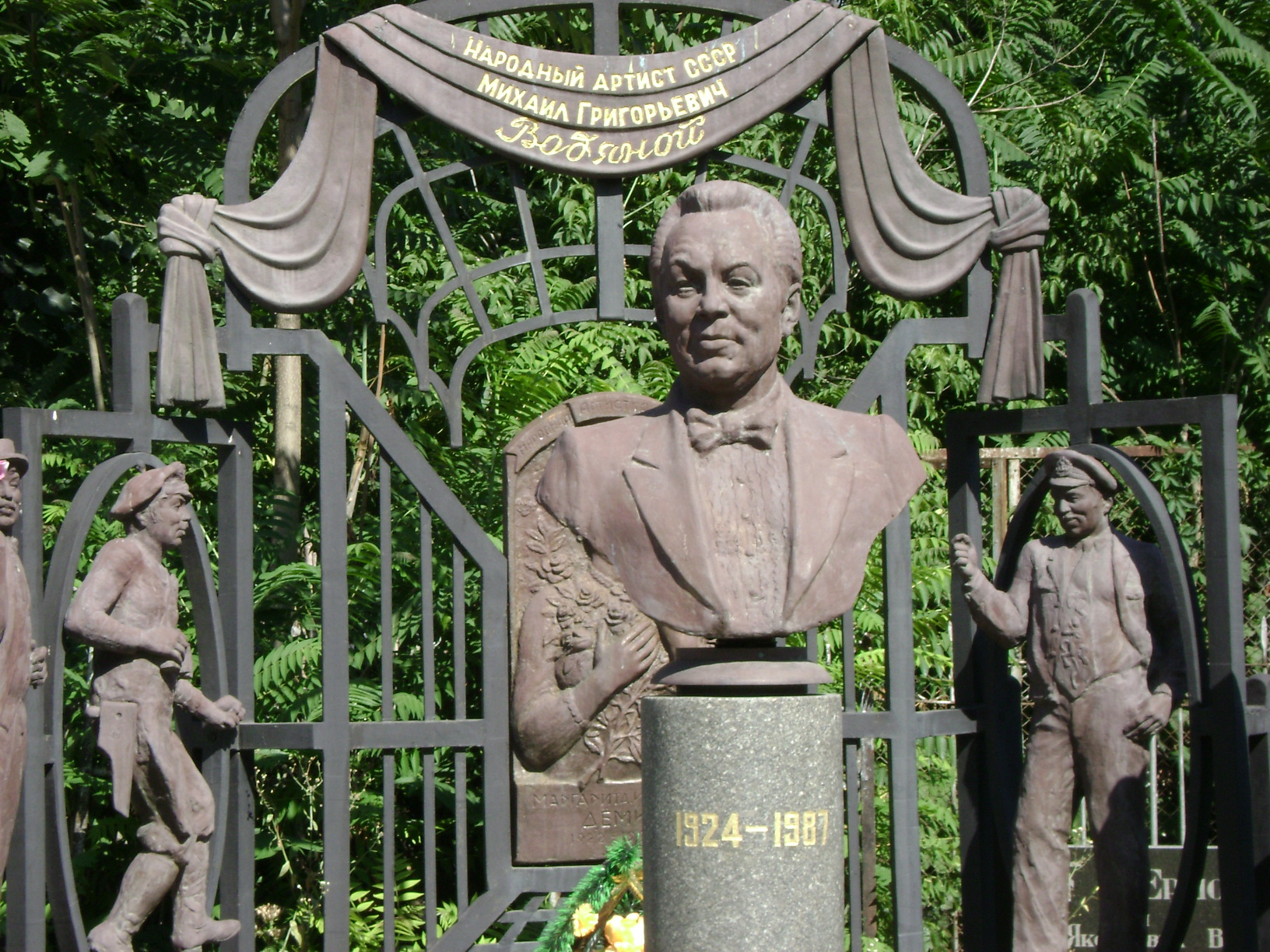
Могила М. Г. Водяного на 2-м Христианском кладбище

Скончался 11 сентября1987 года в результате сердечного приступа. Похоронен на 2-м Христианском кладбище. При участии М. Дёминой — вдовы М. Водяного — артисту воздвигли необычный памятник. По воспоминаниям Людмилы Сатосовой, примы Одесской музкомедии, народной артистки Украинской ССР (1963), «смерть этого жизнерадостного человека стала настоящей трагедией для всей страны. Плакали все — от мала до велика… Овдовевшая Мара (Маргарита Дёмина. — Прим. ред.) тяжело перенесла эту утрату, и опереться ей было, в общем-то, не на кого: детей у них с Мишей не было».

## Семья
- Жена (с 1952) — Маргарита Ивановна Дёмина (1922—1999), артистка оперетты. Народная артистка Украинской ССР (1974). Прожили в браке 35 лет[5]. Вместе исполняли ведущие партии в спектаклях, гастролировали с концертными программами.
- Брат — Роберт Григорьевич Водяной (1915—1943, погиб)[16], выпускник педагогического института[17], участник Великой Отечественной войны, кавалер ордена Красной Звезды[18].

## Награды и звания
- Заслуженный артист Украинской ССР (1957)
- Народный артист Украинской ССР (1964)
- Народный артист СССР (1976)
- Орден Трудового Красного Знамени (1960)
- Орден «Знак Почёта» (1969)
- Юбилейная медаль имени Георгия Димитрова (НРБ) (1972)[уточнить].
- III-й ВКФ (Премия «За лучший комедийный ансамбль» в фильме «Свадьба в Малиновке» (вместе с актёрами Зоей Фёдоровой, Владимиром Самойловым и Михаилом Пуговкиным), Ленинград, 1968)

## Роли в спектаклях

### Пятигорский театр музыкальной комедии
- «Подвязка Борджиа» М. Крауса — граф фон Принквил
- «Свадьба Марион» В. Броммэ
- «Баядера» И. Кальмана

### Львовский театр музыкальной комедии
- «Вольный ветер» И. О. Дунаевского — Микки
- «Одиннадцать неизвестных» Н. В. Богословского
- «Сорочинская ярмарка» по Н. В. Гоголю — Попович
- «Весёлая вдова» Ф. Легара — Негош
- «Мечтатели» К. Я. Листова — Очкастый
- «Любовь актрисы» К. Бенца (по рассказу «Пышка» Ги де Мопассана) — адвокат
- «Дочь фельдмаршала» О. Б. Фельцмана — Павел І

### Одесский театр музыкальной комедии
- «Сердце моё здесь» Г. Г. Цабадзе — Агабо
- «Сто чертей и одна девушка» Т. Н. Хренникова — Агафон
- «Моя прекрасная леди» Ф. Лоу — Альфред Дулиттл
- «Четверо с улицы Жанны» О. А. Сандлера — Андрей
- «Сильва» И. Кальмана — Бони
- «Кому улыбаются звёзды» («В степях Украины») Б. А. Александрова по А. Е. Корнейчуку — Галушко
- «У родного причала» В. П. Соловьёва-Седого — Гаркуша
- «Мадемуазель Нитуш» Ф. Эрве — Флоридор
- «Мой безумный брат» Г. Г. Цабадзе — Гарольд / Джордж
- «Вольный ветер» И. О. Дунаевского — Георг Стэн
- «Дарите любимым тюльпаны» О. А. Сандлера — Зажигалкин
- «Поздняя серенада» В. Г. Ильина — Костя Гусятников
- «На рассвете» О. А. Сандлера — Мишка Япончик
- «Трёхгрошовая опера» Б. Брехта и К. Вайля — Мэкки-Нож
- «Белая ночь» Т. Н. Хренникова — Николай II
- «Свадьба в Малиновке» Б. А. Александрова — Попандопуло
- «Черноморский огонёк» Ю. В. Знатокова — Потихонченко
- «Человек из Ламанчи» М. Ли — Санчо Панса
- «Кин» А. Дюма — Соломон
- «Летучая мышь» И. Штрауса — Фальк
- «Русский секрет» В. В. Дмитриева — Царь
- «Белая акация» И. О. Дунаевского — Яшка Буксир
- «Скрипач на крыше» Дж. Бока — Тевье (последняя роль)
- «Свадебное путешествие» Н. В. Богословского
- «Марица» И. Кальмана — Зупан
- «Принцесса цирка» И. Кальмана — Тони

## Фильмография
- 1960 — Наследники (Фильм № 3, из фильма «Киевлянка») — Юра
- 1965 — Эскадра уходит на запад — Мишка Япончик
- 1967 — Свадьба в Малиновке — Попандопуло
- 1969 — Приятный сюрприз (короткометражный) — главная роль
- 1971 — Инспектор уголовного розыска — фальшивомонетчик Сосин
- 1971 — Факир на час — лифтёр Аким
- 1973 — Будни уголовного розыска — Сосин
- 1975 — Одиннадцать надежд — Сан Саныч
- 1976 — 12 стульев — Персицкий, репортёр газеты «Станок»
- 1979 — Особо опасные… — Арнольд
- 1981 — Опасный возраст — отец Лилии
- 1983 — Вольный ветер — Георг Стэн

### Телеспектакли
- 1957 — Белая акация (фильм-спектакль) — Яшка Буксир
- 1967 — Мой безумный брат (фильм-спектакль) — главная роль

### Вокал
- 1983 — Вольный ветер
- 1967 — Свадьба в Малиновке

### Участие в фильмах
- 1983 — Я возвращаю Ваш портрет (документальный)

## Скандалы
В 1979 году стал художественным руководителем и директором театра музкомедии, сменив режиссёра М. Ошеровского, занимавшего эту должность с 1962 по 1977 годы. Народная артистка Украинской ССР Л. Сатосова в своём интервью говорит, что инициатором снятия М. Ошеровского был М. Водяной. Этот факт нашёл своё отражение в рассказе Г. Голубенко «Трагедия в лёгком жанре». Со своей стороны, группа сторонников Ошеровского развернула против Водяного настоящую травлю. На него писали доносы, обвиняя в растлении несовершеннолетних. К травле подключились некоторые городские чиновники: один из заместителей председателя горисполкома Одессы, заведующий городским отделом культуры, начальник УВД.
В 1986 году в отношении него было возбуждено уголовное дело по статье 121 Уголовного кодекса УССР за развращение несовершеннолетних (совершение распутных действий в отношении лица, не достигшего 16-летнего возраста). На суде одна из девиц, давших против него показания, расплакалась и неожиданно для следователей и судьёй, призналась в обмане. Поэтому дело было отправлено на доследование, а Водяной — обратно в СИЗО.
Здоровье актёра было сильно подорвано: артист пережил три инфаркта и 11 сентября 1987 года умер в СИЗО. Уголовное дело было прекращено по пункту 8 части первой статьи 6 Уголовно-процессуального кодекса УССР — в связи со смертью обвиняемого. 
Об этом громком скандале с горькой иронией говорится в статье «Шалунишка» из «Большого полутолкового словаря одесского языка»:

«Так ласково именуется мужчина преклонных лет, свято уверовавший в слова песни „Не расстанусь с комсомолом, буду вечно молодым“ и сохраняющий до конца жизни юношеский задор по отношению к прекрасному полу, едва успевшему вступить в период окончательного созревания. Именно по ложному обвинению в подобной шалости был затравлен и доведён до гробовой доски единственный в Одессе народный артист СССР М. Водяной. После смерти артиста выяснилось, что он регулярно шалил только на сцене. Ошибка была исправлена: на дом, где он жил, прицепили мемориальную доску, оперетту назвали его именем и Водяному от этого на том свете тут же полегчало».

## Память
Одесский театр музыкальной комедии носит имя актёра.
В Одесском театре музыкальной комедии в память Водяного регулярно дают спектакль «Бал в честь короля», который также продолжает уже многие годы пользоваться популярностью. В эту постановку вошли сцены из спектаклей, в которых блистал когда-то Король оперетты.
- 20 ноября 2015 года на сессии Харьковского городского совета в ходе переименования многих улиц и других объектов города улица Щербакова была переименована в честь Михаила Водяного[28].

### Легенды
- Леонид Утёсов называл его полпредом Одессы в Москве[15].
- Готовя роль Яшки Буксира для кинофильма «Белая акация» (по оперетте И. О. Дунаевского), никак не мог подобрать костюм для своего персонажа-щёголя. Однажды на улице Дерибасовской он увидел не очень молодого мужчину, одетого в экзотическую рубашку с пальмами, и попросил того продать её. Одессит отказался брать с артиста деньги и подарил актёру яркий «прикид»[29][30][31].

### Книги об артисте
К 75-летию артиста вышла книга профессора В. Максименко «Имя: Михаил Водяной». Автор-составитель включил в книгу свои беседы с актёром, воспоминания о нём, цитаты из статей известных критиков и журналистов СССР.
23 декабря 2009, в день рождения М. Водяного, была представлена книга Александра Грабовского «Михаил Водяной. Очерк жизни и творчества», выпущенная к 85-летнему юбилею Мастера. Идея проекта принадлежит Михаилу Пойзнеру и Александру Грабовскому.
- Имя: Михаил Водяной / [Одес. муз. театр комедии ; Авт. и ред.-сост. проф. В. С. Максименко]. — Одесса : ОКФА, 1999. — 322 с. : фото. — ISBN 966-571-065-6.

- Грабовский А. Л. Михаил Водяной. Очерк жизни и творчества. — Одесса : ТЭС, 2009. — 72 с. — ISBN 978-966-8145-93-3.

- Амчиславський Е. Б. Михайло Водяной, кіно, Одеса // «Актори, кіно, Одеса…» / Едуард Борисович Амчиславський ; передм. Тетяна Василівна Щурова, Борис Барський ; ред. і автор післям. Олександр Васильович Галяс. — Нью-Йорк : EDNA Media Corp. : IUFS USA, 2024. — С. 37—50. — ISBN 979-8-3507-0381-8.

## Отзывы критиков
Водяной разрушил привычное представление о традиционном опереточном герое. Будучи премьером театра, он, несмотря на свою высокую музыкальность, не певец в привычном смысле этого слова, а прежде всего драматический актёр с широким диапазоном сценических средств — от гротеска и буффонады до трагикомедии. Вместе с режиссёром М. Ошеровским он внёс в классический стиль оперетты элементы современной драматургии и современного языка, чуждых старой оперетте. — Наталия Ростовцева, Валерий Тихов

И не потому ли всем так запомнился его «экранный» Попандопуло, что в глазах этого бандитского приживалы и шута порой вдруг проглядывает что-то грустное, беззащитное, прибитое. — Е. Грошева, музыкальный критик (Москва)

Пусть уж тайна Водяного остаётся тайной, так интересней. Но что эта манера делает его не только самым симпатичным актёром нынешней оперетты, но и самым нужным для её будущего, — не важно, для мюзикла, музыкальной комедии или музыкальной драмы, — вот это уж точно.— А. Асаркан. Газета «Неделя», 2 июля 1972 года

Водяной начинал свой путь в оперетте с весёлой буффонады. Он «буффонил» и пародировал с блеском, шиком, бравурной стремительностью, ошеломляющей лёгкостью. Он высмеивал свой персонаж и заставлял любоваться собой — актёром.— Н. Аркина, Л. Жукова, театральные критики (Москва)

…Последним героем артиста стал Тевье. Работа Водяного в роли Тевье-молочника — явление высокохудожественного сплава: музыкального, драматического, пластического, философского. Вот где мечта взлетела над привычным, вот где душа артиста потешилась муками и печалью, горькой усмешкой и стойкой живучестью фатального неудачника и великого добряка Тевье.— Э. Митницкий, режиссёр, народный артист Украины

…Наверное, со временем о нынешнем Одесском театре музыкальной комедии будут говорить как о театре… М. Водяного. И это не будет преувеличением.— А. Логвиненко, театральный критик (Киев)